# ساربی
ساربی (به فرانسوی: Sorbais) یک کمون (فرانسه) در فرانسه است که در ان (ا-دو-فرانس) واقع شده‌است. سوربیس ۱۳٫۷۲ کیلومتر مربع مساحت دارد ۱۸۱ متر بالاتر از سطح دریا واقع شده‌است.